# Merna-Castagnevizza
Merna-Castagnevizza (in sloveno Miren-Kostanjevica) è un comune di 4 848 abitanti della Slovenia occidentale. Il territorio è incluso nel Carso ed abbraccia in parte la valle del fiume Vipacco. Sul monte Grado (119 m) è posto il Santuario della Madonna Addolorata di Merna (mentre alla cima del monte si accede tramite la "Scala Santa"), pittoresca chiesa visibile anche dall'Italia.
Durante la prima guerra mondiale il suo territorio fu teatro della sesta, nona e decima battaglia dell'Isonzo. È posto a ridosso del confine italiano.

## Geografia fisica
Le alture principali sono: Fáiti (Fajtji hrib), 434 m; Volkovnjak (in italiano storico Monte Lupo), 285 m; Veliki hrib - Cerje (in italiano storico Colle Grande), 343 m; Pečinka (in italiano storico Pecinca), 291 m; Monte Tersteli (Trstelj), 643 m; Stol, 628 m; Veliki Medvejšče, 376 m; Veliki Vrh, 463 m; Renški vrh/Golnek, 452 m; Trešnik/Vrtovca, 502 m; Tabor/Sveti Ambrož, 531 m; Griža, 431 m.

## Società

### Etnie e minoranze straniere
La conoscenza della lingua italiana è molto diffusa, nonostante la minoranza italofona, autoctona e non, sia da tempo inesistente.
| %      | Ripartizione linguistica (gruppi principali) |
| ------ | -------------------------------------------- |
| 0,95%  | madrelingua bosniaca                         |
| 0,99%  | madrelingua croata                           |
| 1,43%  | madrelingua serbo-croata                     |
| 92,62% | madrelingua slovena                          |

## Geografia antropica

### Località
Il comune è diviso in 15 insediamenti (naselja):
- Biglia[6] (Bilje)
- Boscomalo[4] (Hudi Log)
- Castagnevizza[9] (Kostanjevica na Krasu)
- Korita na Krasu
- Lippa di Comeno[6] (Lipa)
- Loquizza[6] (Lokvica)
- Merna[9] (Miren), sede comunale
- Novavilla[10] (Nova vas)
- Novello (Novelo)
- Opacchiasella[9] (Opatje selo)
- Raccogliano[11][12] (Orehovlje)
- Sella delle Trincee[13] (Sela na Krasu o Selo)
- Temenizza[4] (Temnica)
- Vrtoče
- Voissizza[6] (Vojščica)

## Amministrazione

### Gemellaggi
- Nazarje
- Kralupy nad Vltavou